# خطة أزمات
إن خطة الأزمات هي بيان مادي لـإدارة الأزمات فيما يتعلق بإنشاء وثيقة فعلية - رقمية أو غير رقمية - توضح تفاعلاً شخصيًا أو مؤسسيًا مع الأزمة.
يمكن أن تتضمن أمثلة لخطة الأزمات خريطة لمسارات الإجلاء، وهي عبارة عن مخطط تمهيدي لإجراء استعادة العافية الشخصية أو قائمة الإمدادات في حالة الطوارئ أو دليل الإنعاش القلبي الرئوي (CPR) أو خطة طوارئ مشتركة في حالة الكوارث.
يمكن تخزين خطة الأزمات أو إيجادها في صورة رقمية وتوضيحها عبر نشر هذه الخطة في صورة تطبيق على الهاتف الذكي أو على مفتاح USB أو في صورة ملفات بتنسيق نسق المستندات المنقولة أو من خلال تحويلات أخرى متنوعة لوثيقة بسيطة.
تكون كل أزمة مختلفة وتتباين الخطط الفردية تبعًا للضرورة.
تساعد التكنولوجيا الحديثة في تنفيذ خطط الأزمات الخاصة بحالات الطوارئ. توجد العديد من التطبيقات المتنوعة المتوفرة للهواتف الذكية إضافة إلى أنظمة أساسية أخرى لتكنولوجيا متنقلة تشجع على التنفيذ المحسن لخطة الأزمات والوعي بالمواقف. أحد أمثلة هذه الأنظمة هو تطبيق “الإنعاش القلبي الرئوي (CPR) والاختناق” الخاص بهواتف آي فون وآي باد، والذي تم تطويره بصورة جزئية عن طريق جامعة واشنطن وEMS في مقاطعة كينغ.

## خطة الأزمات الشخصية
يتضمن أحد عناصر العافية الشخصية واستعادة الصحة العقلية الشفاءإنشاء خطة أزمات. يعد تطوير خطة أزمات واقعية وخطة ما بعد الأزمات أساسًا للمحافظة اليومية على الممارسات المرتكزة على شواهد لخطة إجراءات استعادة العافية وفقًا لما أورده السجل الوطني لإدارة إساءة استخدام المواد والصحة العقلية (SAMHSA) للبرامج والممارسات المرتكزة على شواهد. ربما يتعرض الشفاء من الأزمة الشخصية أو الأزمة الصحية لمعوقات ترجع إلى الجروح أو أحداث أو قلق. يمكن للخطة الفعالة الخاصة بفترة ما بعد الأزمات تقليل المخاطر الشخصية، بما فيها تأثير إساءة استخدام المواد والإدمان.
فيما يتعلق باستعادة الصحة العقلية، يمكن للأسر وموفري الخدمات وآخرين المساعدة في تطوير خطط أزمات تشكل وثيقة قانونية فعالة وقابلة للتنفيذ يمكن استخدامها في الأوقات التي يكون فيها الشخص مريضًا.

### «بطاقات الأزمات» الخاصة بالصحة العقلية
قام المساهمون في خدمات الرعاية الصحية العقلية بتطوير ما يسمى «بطاقات الأزمات» والتي يمكن استخدامها في حالة التعرض لأزمة صحية عقلية. يمكن استخدام هذه البطاقات لتقديمها إلى الأصدقاء أو للعاملين في مجال الرعاية الصحية أو للشرطة أو للغرباء في حالة الطوارئ وتعرض الفرد للمرض.

## خطة الأزمات التنظيمية
يتمثل أحد أمثلة مكونات خطة الأزمات التنظيمية في صحيفة بيانات السلامة الخاصة بالمواد، والتي تقدم توجيهات ومعايير خاصة بالتعامل مع المواد الخطرة وغير الآمنة. تعد هذه الوثائق عنصرًا أساسيًا للصحة والسلامة المهنية.

## كشف الأزمة على الإنترنت
توجد العديد من العناصر المعقدة المتعلقة بالخصوصية عند مناقشة كشف المعلومات الشخصية على الإنترنت. يحدث فقط هذا الأمر بشكل أكبر خلال الأوقات التي يخوض فيها الشخص أزمة. من خلال مراعاة طبيعة تلك المعلومات والإرباك الذي تحدثه في حالة الأزمات، فإن تطوير خطة أزمات تتضمن أحكامًا للتعامل مع الخصوصية على الإنترنت والالتزام بهذه الخطة يعد إجراءً جوهريًا.